# 斯瓦普尼尔·库萨莱
斯瓦普尼尔·库萨莱（1995年8月6日—），印度男子射击运动员，2022年世界射击锦标赛男子50米步枪三姿团体铜牌得主、2024年夏季奥林匹克运动会男子50米步枪三姿铜牌得主。